# Lack
lack（らっく、男性、1987年9月18日 - ）は、日本のイラストレーター。長野県出身。
イラストレーター業務の他、配信サイト等で描画技術を教えている。

## 経歴
元株式会社レベルファイブ勤務。現在はフリーランスとして、TCGやライトノベル、ゲーム等のイラストレーションを手がけているほか、イラストレーションの制作過程のライブ配信をしている。

## 主な作品

### イラスト
- Fate/Grand Order - アンソロジーコミックカバーイラスト[2]
- 幻獣調査員（ファミ通文庫、著：綾里けいし）
- 呼び出された殺戮者（HJノベルス、著：井戸正善）
- 銭（）の力で、戦国の世を駆け抜ける。（MFブックス、著：Y.A）
- ゴブリンスレイヤー外伝2 鍔鳴の太刀《ダイ・カタナ》（GAノベル、著：蝸牛くも）
- 魔界本紀（レジェンドノベルス、著：茂木鈴）
- 逆転オセロニア 蒼竜騎士と赤竜騎士の軌跡（レジェンドノベルス、監・原作：『逆転オセロニア』運営チーム、著：高嶺バシク）
- アークナイツ ウルサスの子供たち - 描き下ろしイラスト
- この先、絆があるぞ（ファミ通文庫、著：田口仙年堂）
- イナズマイレブン（キャラクターデザイン）

### ゲーム
- ラストクロニクル - カードイラスト
- カードファイト!! ヴァンガード - カードイラスト[1]：ルアード、アーシャ等。
- WIXOSS - カードイラスト：アヴァロン・スロー、バルバァト等。
- 三国志大戦TCG（2013）- カードイラスト
- デュエル・マスターズ（2014）- カードイラスト：龍覇 ストラス・アイラ、熱血龍 リトルビッグホーン等。
- LORD of VERMILION III Twin Lance（2014）- カードイラスト
- RPGツクールMVTrinity（2015）- パッケージイラスト
- 逆転オセロニア（2016）-  メインビジュアルイラスト
- Fate/Grand Order（2016）- キャラクターデザイン等[1][2]
- 三国志大戦（第2期）（2016）- カードイラスト
- 戦国大戦TCG（2016）- カードイラスト
- LORD of VERMILION IV（2017）- カードイラスト
- 星のカービィ スターアライズ（2018） -  一部イラスト
- 23/7 トゥエンティ スリー セブン（2018）-  メインキャラクターデザイン
- SPEED WITCH BATTLE 白の魔女と五つの希望（2018）-  世界観原案・キャラクター監修
- CLEARWORLD -クリアワールド-（2020）- キャラクターデザイン[3]
- マグラムロード(2021) - キャラクターデザイン、イラスト
- 刀剣乱舞-ONLINE-(2021) - 一文字則宗、孫六兼元のキャラクターデザイン

### ライトノベル
- いのちの食べ方（2022-）

### その他
- カードファイト!! ヴァンガード (アニメ) - キャラクター原案
- バーチャルYouTuber（2018）「魔界ノりりむ」「丑牡てぃあ」「不知火フレア」「アルランディス」「レイン・パターソン」　- キャラクターデザイン等
- 『lack画集 Palette』（2017）
- 『lack画集 RPG』(2019)
- 『lack画集&超速作画術 FRAME』(2021)
- TVアニメ『プリマドール』キャラクター原案（レーツェル）、第5話エンディングイラスト・エンドカードイラスト
- TVアニメ『機動戦士ガンダム 水星の魔女』第14話エンドカードイラスト